# Iglesia de los Santos Juanes (Puzol)
La iglesia parroquial de los Santos Juanes es un templo católico situado en el municipio de Puzol perteneciente a la Comunidad Valenciana en la provincia de Valencia, España. Está catalogada como Bien de Relevancia Local, con número de anotación 46.13.205-001, según la Disposición Adicional Quinta de la Ley 5/2007, de 9 de febrero, de la Generalidad Valenciana, de modificación de la Ley 4/1998, de 11 de junio, del Patrimonio Cultural Valenciano (DOCV Núm. 5.449 / 13/02/2007)

## Campanario

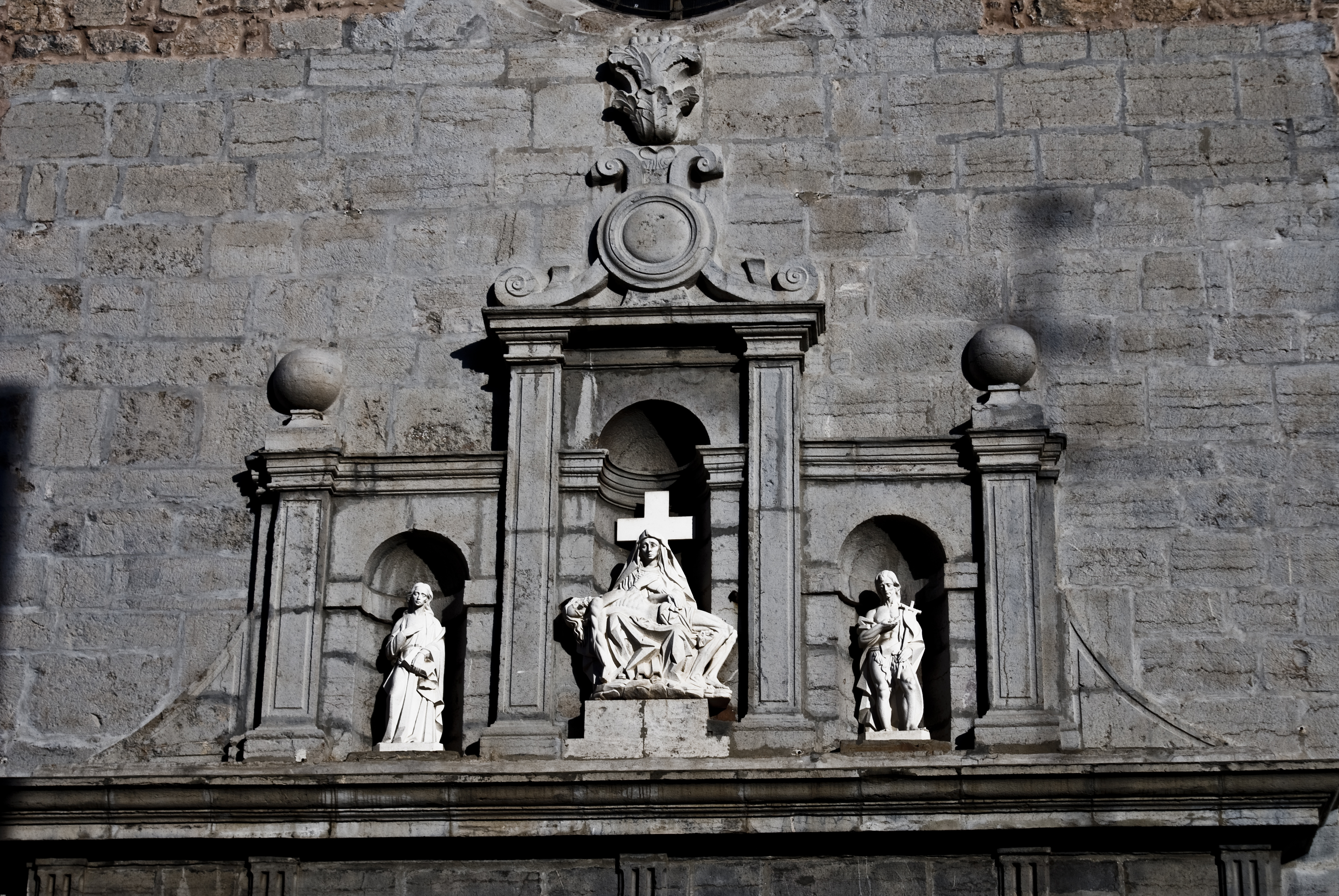
Detalle escultórico sobre la entrada de la iglesia.

Tiene un campanario de planta rectangular adosado a la fachada con un empedrado característico. Sobre la puerta de entrada hay una triple hornacina con los dos Santos Joanes Bautista y Evangelista y en el centro la Virgen María al pie de la Cruz, patrona de la población.
El año 2015 existían las siguientes campanas: Maria al pie de la Cruz- nueva (la Putxera, fundida en 1967), Santo Tomàs de Aquino (Marina, fundida en 1914) y otras tres fundiciones del año 1939, Virgen María al pie de la Cruz (la Maria), Virgen María de Remei (la Burlana) y Santos Juanes (la Saguntina).